# Denbigh Friary

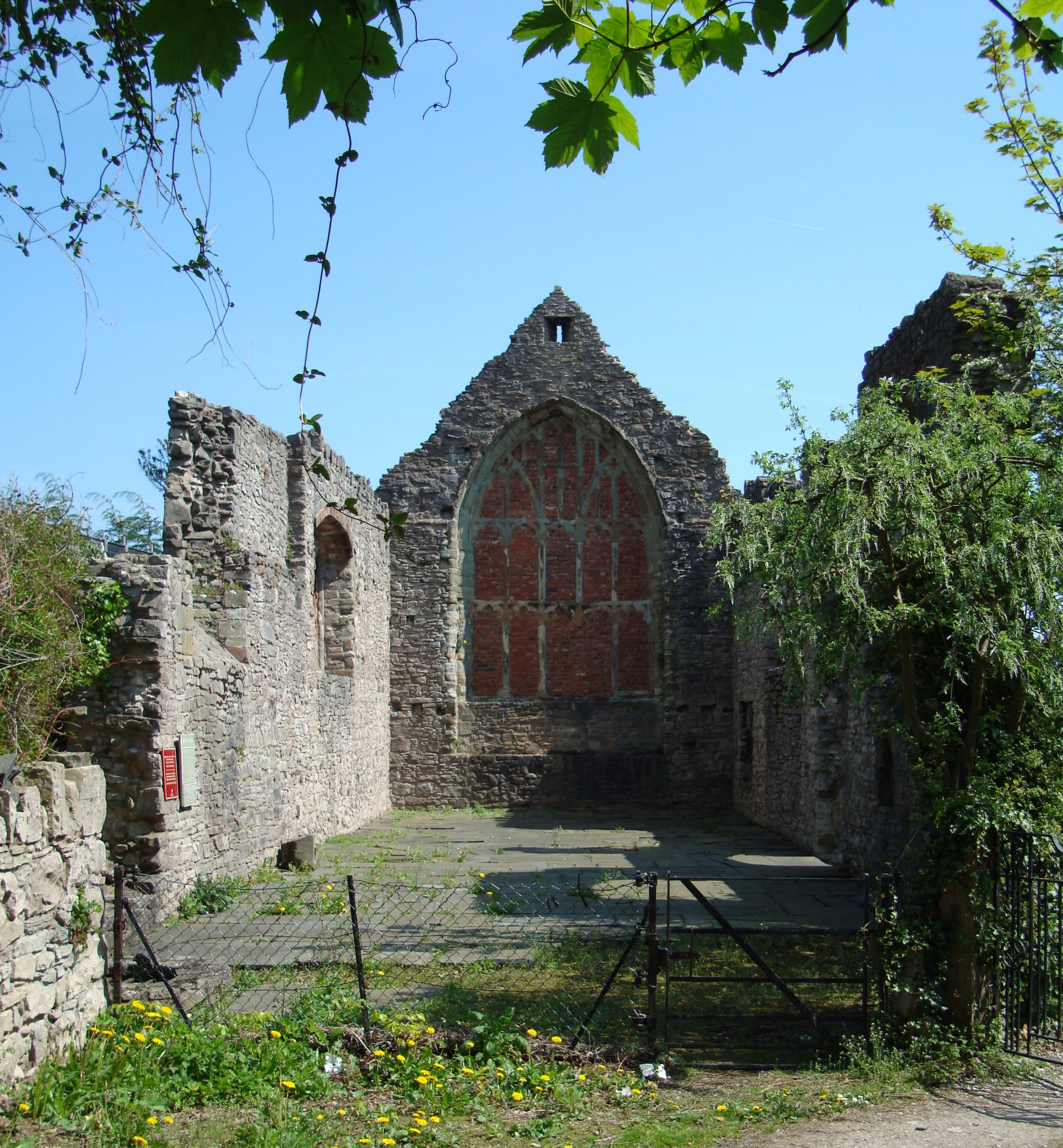
Die Klosterkirche von Westen

Denbigh Friary (walisisch Brodordy Dinbych) ist ein ehemaliges Karmelitenkloster in der walisischen Stadt Denbigh. Das wohl im späten 13. Jahrhundert gegründete Kloster fiel 1537 der von König Heinrich VIII. veranlassten Auflösung der britischen Klöster zum Opfer. Heute sind nur noch die ruinöse Klosterkirche und das Dormitorium erhalten, welches nach größeren Umbauten als Wohnhaus dient.

## Geschichte

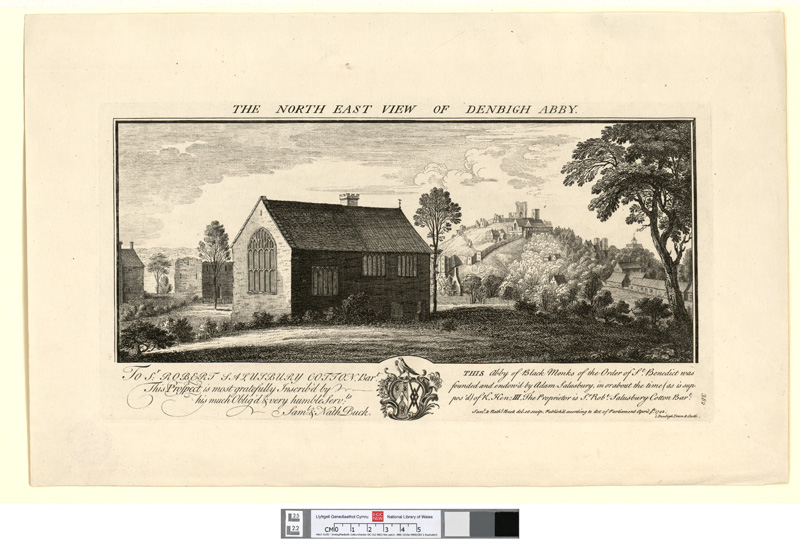
Denbigh Friary in einem Stich von 1742, hier fälschlich als Denbigh Abby ‚Abtei Denbigh‘ den Benediktinern zugeordnet. Im Hintergrund ist Denbigh Castle zu sehen.

Denbigh Friary wurde wohl Ende des 13. Jahrhunderts unter dem Patronat von Sir John Salusbury gegründet. Während seiner gesamten Existenz stand das Kloster in enger Verbindung zum Bistum St Asaph, dessen Sitz im etwa 8 km entfernten St Asaph lag. So waren etwa die Bischöfe Henry Standish (1518–35) und Robert Purefoy (1536–54) selbst Karmeliten und lebten noch während ihrer Amtszeit in der klösterlichen Bishop’s Chamber. Auch die Familie Salusbury war weiterhin eng mit Denbigh Friary verbunden: Mehrere ihrer Mitglieder, darunter der Klostergründer, wurden in der Klosterkirche beigesetzt. Die Gräber sind noch Mitte des 17. Jahrhunderts belegt.
Zum Zeitpunkt seiner Auflösung 1537 lebten noch vier Brüder im Kloster. Die Gebäude wurden vom Bistum übernommen und als Wohn- und Wirtschaftsgebäude weitergenutzt.
Ein Stich aus dem Jahr 1742 zeigt die Kirche knapp 200 Jahre nach ihrer Entwidmung in gutem Zustand. Bis ins 19. Jahrhundert wurde sie als Wolllager und als Mälzerei genutzt, bis 1898 ein Brand das Dach und die Westwand vollständig zerstörte.
1950 wurde die Klosterkirche in die britische Denkmalliste eingetragen (Grade II*), 1981 folgte das Dormitorium (Grade II). Die Gebäude werden heute von der Denkmalbehörde Cadw gepflegt und sind über einen Privatweg frei zugänglich.

## Beschreibung
Die Klosterkirche, wie der Rest der Anlage aus grobem Kalk- und Sandstein erbaut, ist bis auf Dach und Westwand größtenteils erhalten. Sie misst noch ca. 19 × 9 m. Das spitzbögige große Ostfenster im Perpendicular Style ist zum Schutz des Maßwerks schon früh vermauert worden. Ein hölzerner Lettner trennte den Chor, der im Gottesdienst den Klosterbrüdern vorbehalten war, vom Langhaus, das den Laien zur Verfügung stand. In der südlichen Chorwand sind drei stark verwitterte Sedilien und die Piscina erhalten. Der hölzerne Glockenreiter war spätestens Mitte des 18. Jahrhunderts nicht mehr vorhanden.
Südlich schloss an die Kirche der Kreuzgang an, an dessen Ostseite sich Bishop’s Chamber und Kapitelhaus befanden und der Richtung Süden von einem Trakt aus Dormitorium und wahrscheinlich Refektorium abgeschlossen wurde. Im Westen lag eine große Halle mit Vorratskammer, die möglicherweise als Gästehaus oder Refektorium diente. Außerdem ist eine Brauerei belegt.
Von dem wohl im frühen 16. Jahrhundert unter Bischof Standish erbauten Dormitorium ist nur wenig mittelalterliche Bausubstanz erhalten.